# Tiruvaca hollowayi
Tiruvaca hollowayi är en fjärilsart som beskrevs av Kobes 1983. Tiruvaca hollowayi ingår i släktet Tiruvaca och familjen nattflyn. Inga underarter finns listade i Catalogue of Life.